# Piazza
Una piazza, in urbanistica, è uno spazio pubblico racchiuso all'interno di un centro abitato, più largo delle strade che vi convergono, in maniera che si crei uno spazio di raccolta.

## Storia

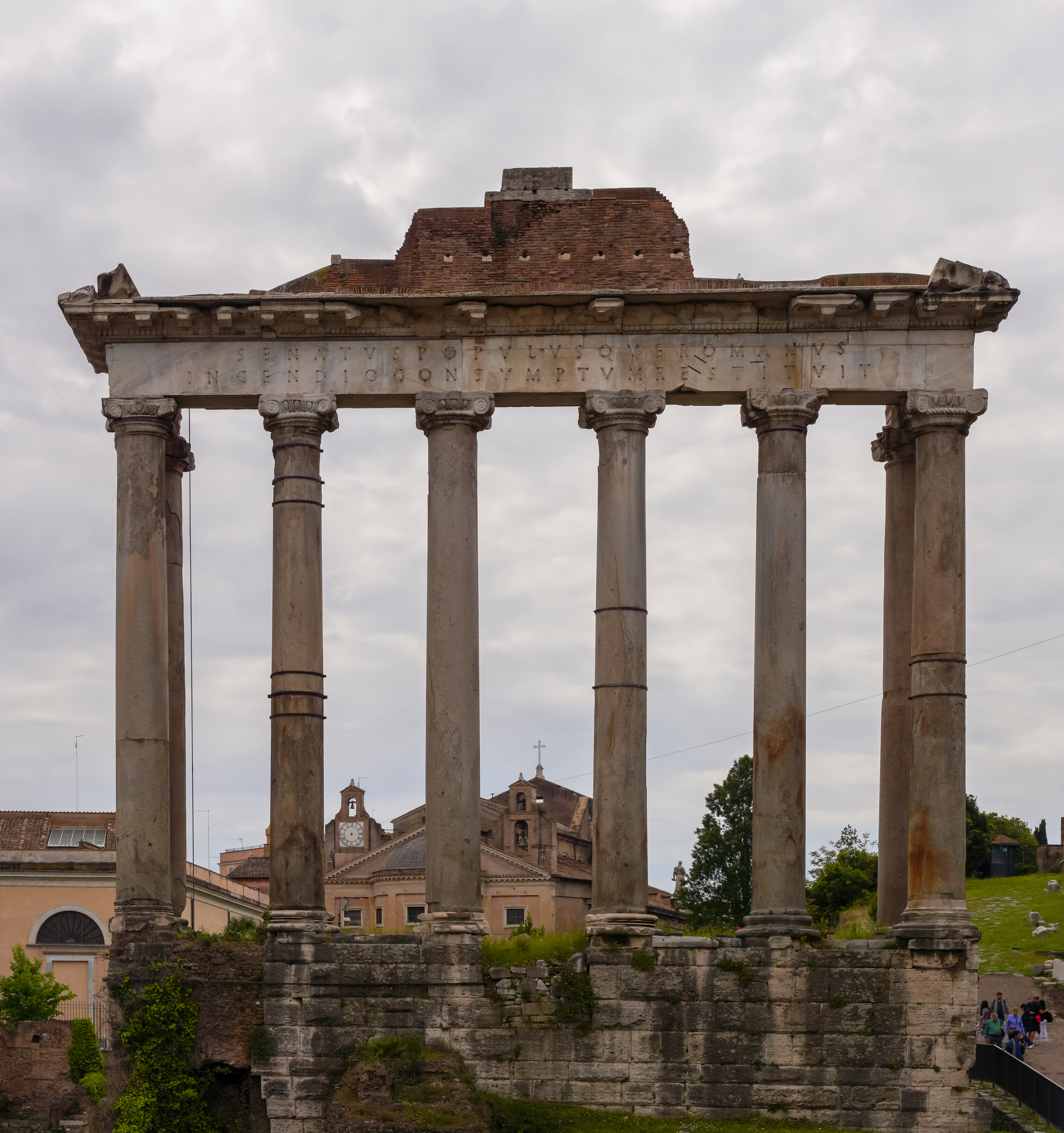
Rovine del Foro Romano

Nel mondo antico le città svolgevano un ruolo primario nel territorio in quanto rappresentavano il potere e la politica che spesso erano caratteristiche esercitate dal popolo e quindi una prerogativa della cittadinanza, inoltre erano anche il luogo del commercio e degli scambi e lo spazio all'interno di esse che rappresentava questi aspetti era appunto la piazza. Infatti possiamo vedere che nell'antica Grecia la piazza, che si chiamava Agorà, era oltre il 'centro' del potere religioso e commerciale della città soprattutto il luogo simbolo della democrazia del paese, tant'è che vi si riuniva l'assemblea della polis per parlare di politica.
L'urbanistica e l'edificazione delle città nell'antica Roma erano molto importanti per i motivi sopra citati, ma in più dovevano svolgere anche il ruolo di monumento della civiltà romana così che fosse anche nei luoghi remoti dell'impero forte la presenza della cultura latina. Nasce così il concetto di città ideale (che ben ci riferisce Vitruvio) che doveva rispettare l'imago urbis di Roma e quindi doveva aver sempre nelle sue costruzioni le strutture tipiche del mondo romano: terme, anfiteatro, teatro, basilica, tempio e foro, che così codificato era più facilmente esportabile. Questo modello della cultura romana la quale molto prende da quella ellenica, la piazza centrale rappresentava come nell'Agorà il fulcro della vita della comunità, ma anche il suo simbolo e quindi doveva essere maestosa e pulita quindi assumeva dimensioni elevate, doveva essere costruita con un porticato e connessa al tempio assumendo così anche il ruolo di vero centro geometrico della città storica, veniva chiamata Foro.

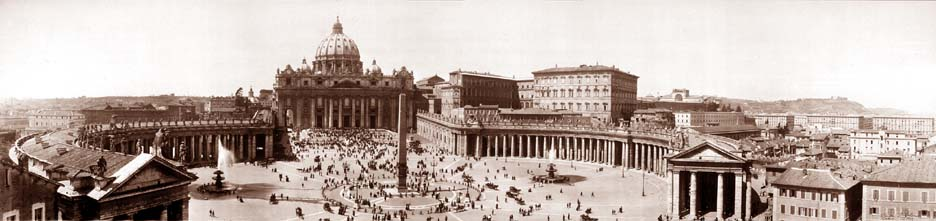
Piazza San Pietro, Roma, (fotografia del 1909). L'edificio della basilica chiude una piazza ellittica circondata da un colonnato. Progetto di Bernini.

## Caratteristiche
La piazza ricopre svariate funzionalità: può fungere da mercato per ospitare i venditori ambulanti; la piazza centrale il più delle volte coincide con il luogo dove si affacciano gli edifici principali sede del governo della città o quelli religiosi; le casistiche sono innumerevoli. Tuttavia gli aspetti fondamentali di una piazza possono essere indicati in uno spazio aperto, prerogativo della città, circondato da edifici in genere di valenza pubblica, fornisce ritrovo fra le persone di una collettività urbana, in essa si svolgono funzioni che interessano le persone che vivono in quel momento la città ed in base alla sua importanza sarà più o meno frequentata.